# Amphitéa
Amphitéa est une salle polyvalente pour les spectacles, évènements et expositions se trouvant au nord d'Angers, dans le département français de Maine-et-Loire.

## Historique
Construite en 1991, à l'emplacement d'un ancien hypermarché, la salle fait partie du parc des expositions d'Angers. La salle est dénommée Amphitéa 4000, puis Amphitéa après sa restructuration au début des années 2000.
De mai à décembre 2008, elle a fait l'objet d'une restructuration totale. L'entrée a ainsi été dotée d'une grande rotonde de verre et d'acier, accueillant notamment la billetterie, et offrant une nouvelle envergure et une appellation plus concise : Amphitéa.
La salle possède une acoustique étudiée, elle peut accueillir une grande diversité de manifestations (concerts, dîner de gala, conventions, salons). Parmi les artistes à avoir foulé la scène d'Amphitéa : Mylène Farmer, Michel Sardou, Johnny Hallyday, Laurent Gerra, Indochine, Jean-Louis Aubert ou encore Zazie.[réf. nécessaire]
Avec ses 7 500 places, elle est la deuxième salle polyvalente des régions Pays de la Loire, Centre-Val de Loire et Basse-Normandie après la salle Antarès du Mans.[réf. nécessaire]

## Description technique
La salle se compose
- d'une surface de 16 000 m2 modulable et aménageable ;
- d'un hall de plain pied, 4 800 m2, carrelé, sans poteau intermédiaire ;
- d'une hauteur, sous plafond variable de 5 mètres à 15 mètres ;
- d'une capacité d'accueil du public modulable, de 900 à 3 700 places[4].

## Localisation
La salle se situe au parc des expositions d'Angers, à Saint-Sylvain-d'Anjou, commune du nord de l'agglomération.

## Administration
Le site est géré par Angers Expo Congrès, une société anonyme d'économie mixte locale (SAEML).